# Encarnación Fuyola Miret
Encarnación Fuyola Miret (Huesca, 1907 – Ciudad de México, 1982) fue una maestra de la Segunda República Española y militante del Partido Comunista de España, exiliada en México hasta su muerte.

## Biografía
Hija de Lorenzo Fuyola Paraíso y de Adela Miret Abad, estudió en el Instituto General y Técnico de Huesca, comenzó sus estudios universitarios en Barcelona. y, prosiguió en la Universidad Central de Madrid. Cursó estudios de magisterio, consiguiendo el título de maestra. Una vez acabados sus estudios opositó para Correos y Magisterio, ganando ambas oposiciones en 1933.
Vivió en la Residencia de Señoritas y fue profesora del Instituto-Escuela mientras cursaba su doctorado.
Inició su trayectoria como docente siendo militante del sindicato FETE-UGT, y se presentó por el Partido Comunista en las elecciones de 1933 por Huesca y Zaragoza, aunque no fue elegida. Junto a Irene Lewy Rodríguez y Lucía Barón, creó la publicación “¡Compañera!: el órgano de las mujeres trabajadoras, de la ciudad y del campo”.
En 1934 participó en el Congreso Mundial de Mujeres contra la Guerra y el Fascismo. Por su intensa participación política, sobre todo en contra de los gobiernos radicales‐cedistas del “bienio negro”, resultó detenida y procesada repetidas veces. Colaboró con Dolores Ibarruri en la organización Pro infancia Obrera, que más tarde pasó a llamarse Agrupación de Mujeres Antifascistas (AMA), de la que llegó a ser Secretaria General, además de una de sus fundadoras. También estaba en el consejo de administración de la revista Mujeres, que era el órgano oficial de AMA, cuyo primer número salió el 15 de febrero de 1936 bajo la dirección de Ibarruri.

### Guerra civil
En el verano de 1936, las instalaciones de la Residencia de Señoritas fueron reutilizadas para servicios sanitarios. El gobierno impuso el traslado de las residentes hacia la retaguardia valenciana. María de Maeztu, fundadora de dicha residencia, había sido destituida de la dirección  en septiembre de 1936. Un Comité presidido por Regina Lago García, compuesto por antiguas residentes y alumnas, asumió las responsabilidades de la gestión del Grupo Femenino de la Residencia de Estudiantes. Fuyola fue una de las vocales junto a Pilar Coll Alas,Teresa Andrés Zamora y Aurora Arnáiz Amigo.
Al estallar la guerra en 1936 estuvo luchando en el frente de Madrid con el grado de comandante, en tareas de organización e información. En 1937, fue sustituida como secretaría de AMA por Emilia Elías, y escribió Mujeres antifascistas, su trabajo y su organización. Así mismo, participó en la liberación de comunistas presos en los campos de concentración de Alicante. Estaba casada con Luis Sendín que murió, junto a Heriberto Quiñones y Ángel Cardón,  fusilado en octubre de 1942 en Madrid.

### Exilio en México
Concluida la guerra civil, Fuyola tuvo que exiliarse a Francia, donde el Partido Comunista Francés (PCF) la ayudó a emigrar a México. Se embarcó en el buque El Havre, hasta Veracruz en noviembre de 1939; se trasladó a Zamora (en el estado mexicano de Michoacán), donde residió cuatro años. De Zamora pasó a la Ciudad de México donde se instaló en casa de militantes comunistas, inició una nueva relación y tuvo un hijo.
Un año después de su llegada a Veracruz se registró como Encarnación Martín Miret en vez de con su nombre verdadero Encarnación Isabel Danilisa Fuyola Miret.
Desde el año 1943 y hasta su muerte trabajó en la capital mexicana como correctora de estilo y traductora de francés en varias editoriales. Continuó colaborando con el PCE desde el exilio, escribiendo y corrigiendo artículos para Mundo Obrero y España Popular, órgano del PCE en México. En 1949 y 1950 fue secretaria y presidenta de Unión de Mujeres Españolas (UME).